# Pierre Nicolas Ransonnette
Pierre Nicolas Ransonnette, né le 9 mars 1745 à Paris, où il meurt le 18 décembre 1810, est un graveur français du XVIIIe siècle.

## Biographie
Pierre Nicolas Ransonnette est le fils de Nicolas Jacques Ransonnette et Marie-Jeanne Desmarais. C'est un graveur prolifique ancien élève de Pierre-Philippe Choffard, graveur ornemaniste réputé de l'époque. Le 10 janvier 1791 il épouse Madeleine Adélaïde Monthiers (1751-1829). Ils auront notamment un fils Charles Nicolas Ransonnette (1791-1877) qui sera également graveur.
Il est employé par l'Académie des sciences pour illustrer ses publications, en particulier la série Description des arts et métiers. Il signe ses œuvres « N. Ransonnette » ce qui entraînera parfois une confusion avec son fils qui porte le même deuxième prénom. Vers 1780, il reçoit le titre de « Dessinateur et graveur ordinaire de Monsieur, frère du roi », ce qui lui assure une certaine aisance financière. Il signe alors ses gravures « N. Ransonnette graveur Ord de Monsieur ».

## Œuvres

### Illustration d'ouvrages
Nicolas Ransonnette réalise une partie des illustrations des ouvrages suivants :
- Nicolas-Christiern de Thy de Milly, Description des arts et métiers : L'Art de la porcelaine, Paris, Chez Saillant & Nyon, 1761, 60 p. (lire en ligne) avec huit planches gravées par Nicolas Ransonnette.
- Henri Louis Duhamel du Monceau, Description des arts et métiers : L'Art de faire les pipes à fumer le tabac, Paris, Chez Saillant & Nyon, 1761, 34 p. (lire en ligne) avec onze planches dont deux gravées par Nicolas Ransonnette.
- Henri Louis Duhamel du Monceau, Description des arts et métiers : L'Art du potier de terre, Paris, Chez Saillant & Nyon, 1767, 302 p. (lire en ligne) avec 42 planches dont six gravées par Nicolas Ransonnette.
- Pierre-Augustin Salmon, Description des arts et métiers : L' art du potier d'étain, Paris, Chez Moutard, 1788, 94 p. (lire en ligne) avec trente deux planches dont vingt gravées par Nicolas Ransonnette.
- Henri Louis Duhamel du Monceau, Traité général des pêches et histoire des poissons qu'elles fournissent, Paris, Chez Saillant & Nyon, 1769 (lire en ligne).
- Jean-Nicolas-Louis Durand, Recueil et parallèle des édifices de tout genre, anciens et modernes : remarquables par leur beauté, par leur grandeur, ou par leur singularité, et dessinés sur une même échelle, Paris, 1800 (lire en ligne). Cet ouvrage, fréquemment réimprimé, était destiné à résumer l'histoire et l'évolution de l'architecture mondiale. Les quatre-vingt-dix planches sont anonymes ou signées par les graveurs suivants : Louis-Pierre Baltard, Jean-Baptiste Réville, Coquet, Antoine Joseph Gaitte, N. Normand et N. Ransonnette qui réalisa douze gravures.
- Jacques-Louis-Florentin Engramelle, Les papillons d'Europe : peints d'après nature : chenilles, chrysalides, & papillons phalènes, Paris, 1779-1792 (lire en ligne). N. Ransonnette grave six planches du Tome I.
- Jacques-François Blondel, Cours d'architecture ou Traité de la décoration, distribution et construction des bâtiments, Paris, Desaint, 1771-1777 (lire en ligne). ransonnette effectue plus de soixante gravures pour cet ouvrage.
- Jean-Charles Krafft (ill. Pierre Nicolas Ransonnette), Plans, coupes, élévations des plus belles maisons et des hôtels construits à Paris et dans les environs, s.l., (impr. de Clousier), s.d., 130 pl. ; 24, Grand in-folio (lire en ligne). La première édition selon WordCat daterait de 1801 sur plusieurs années.

Gravures du livre de Jacques-François Blondel
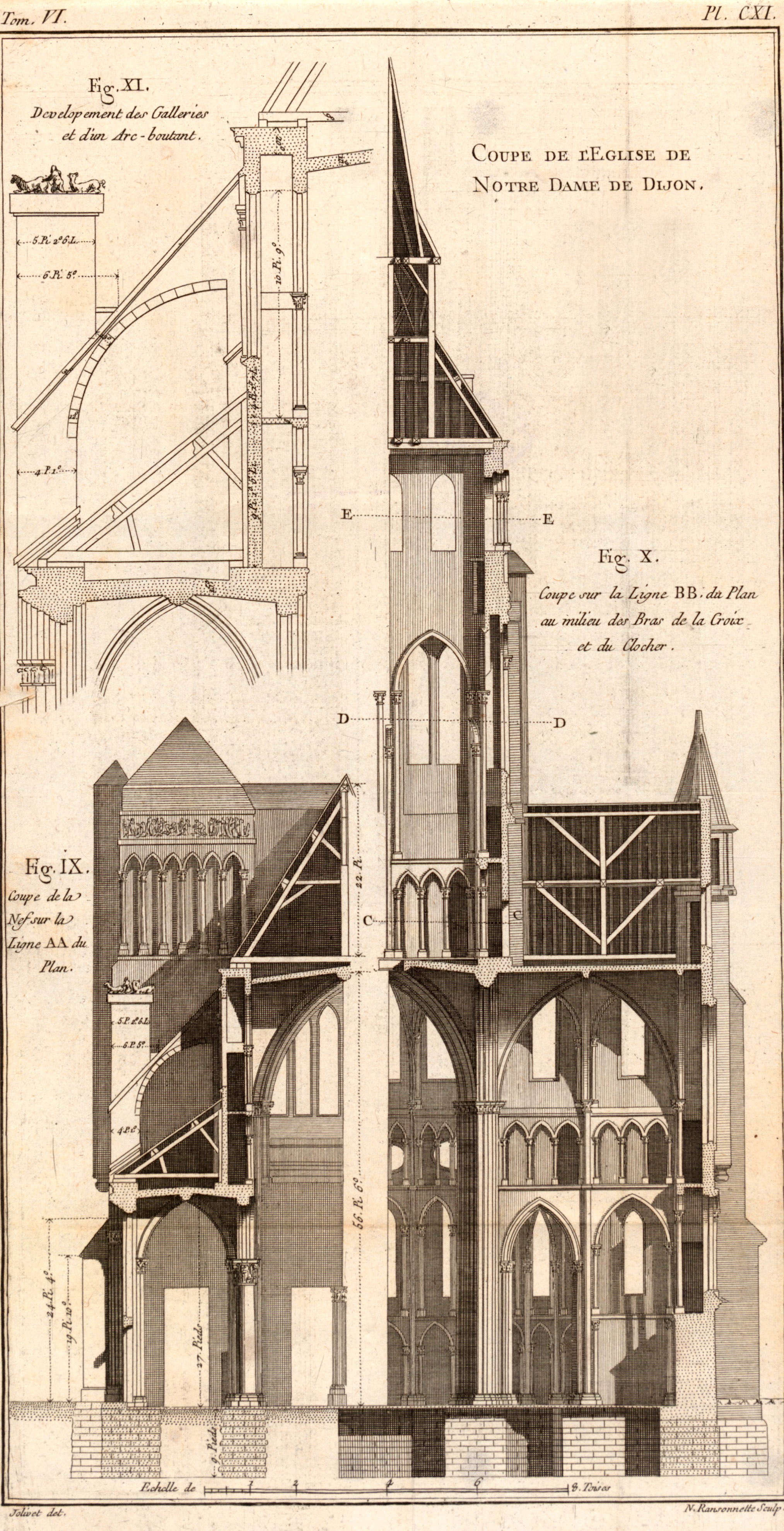
Coupe de l'Église Notre-Dame de Dijon
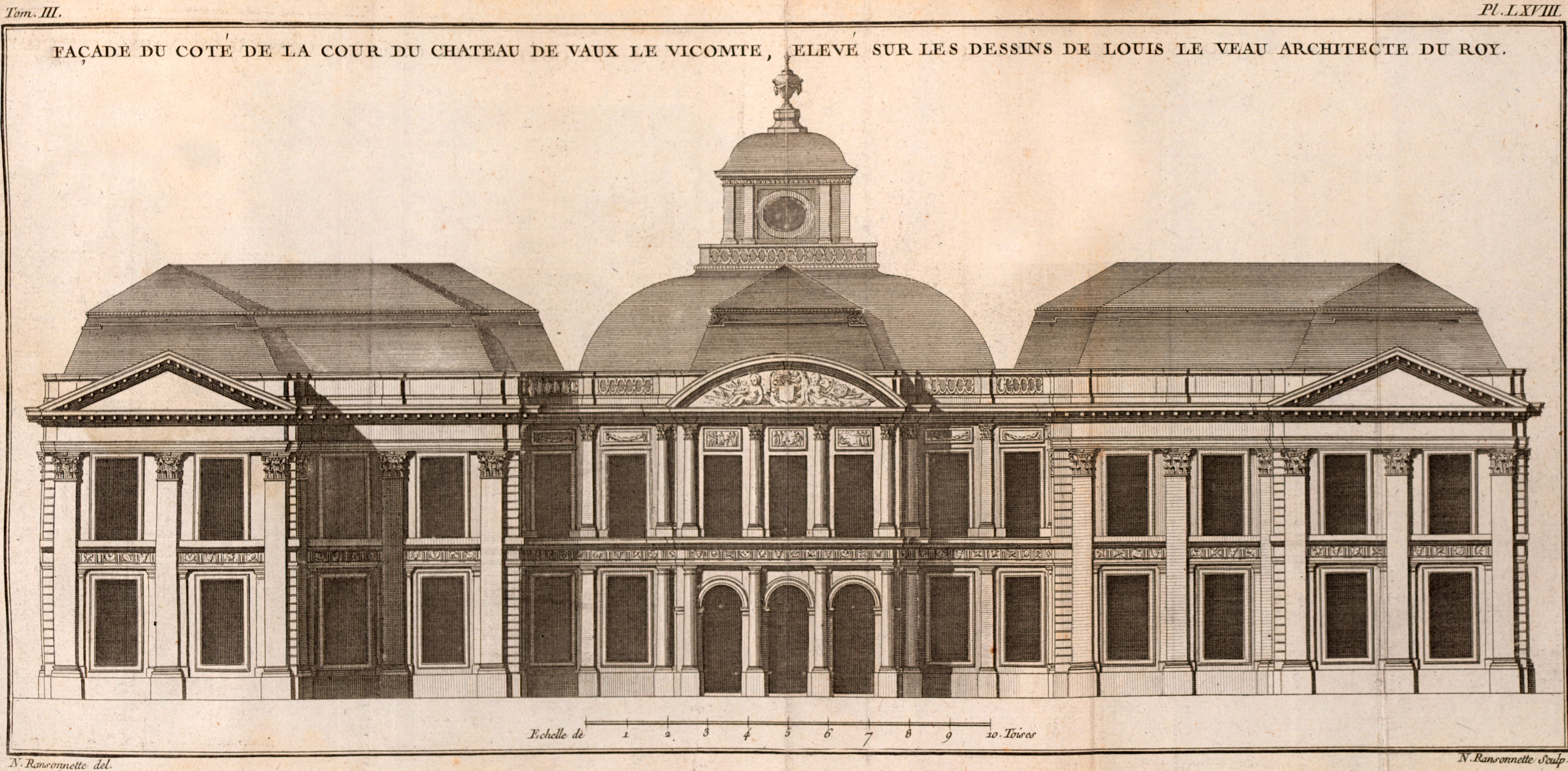
Château de Vaux-le-Vicomte
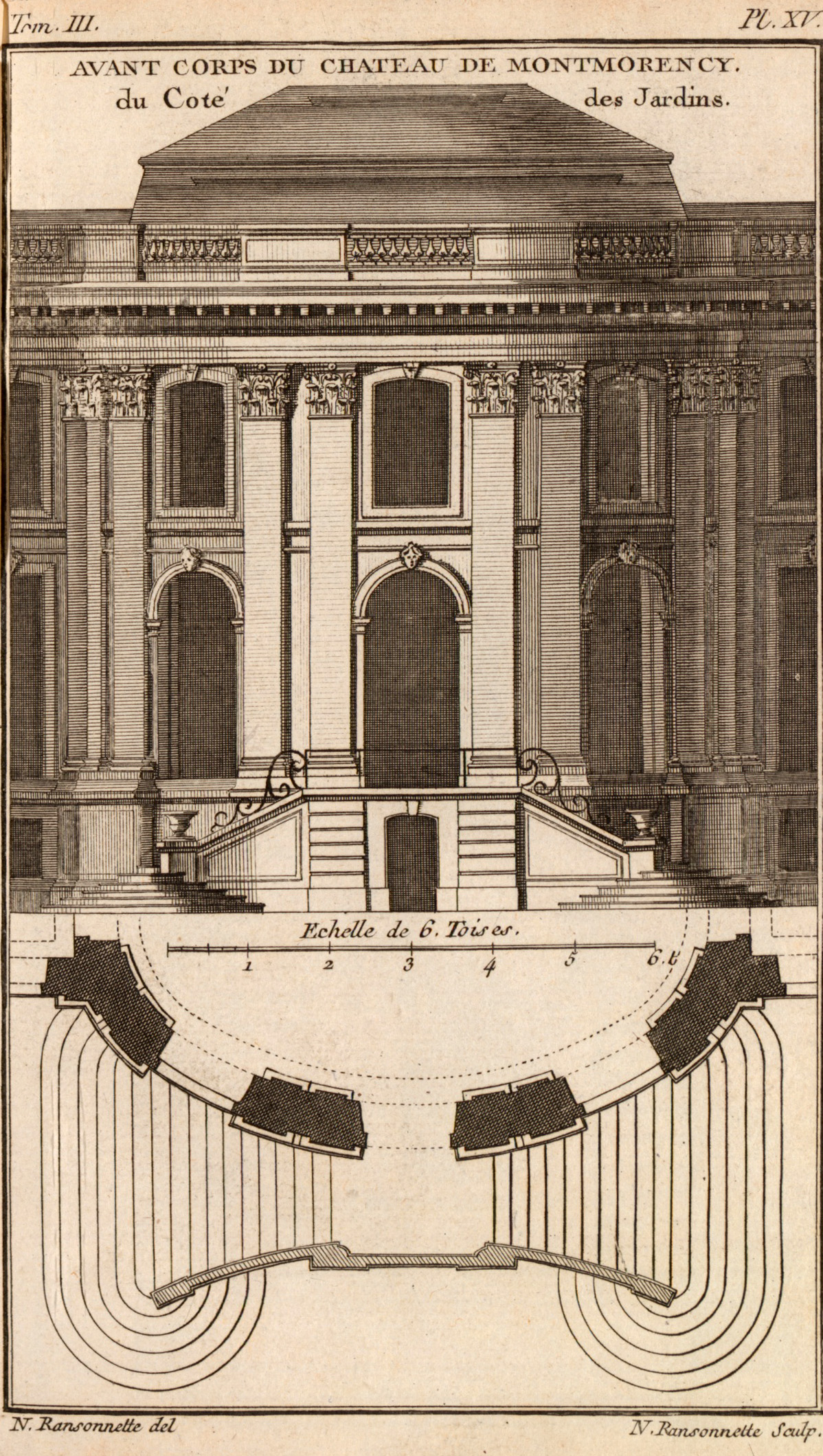
Avant-corps du château de Montmorency
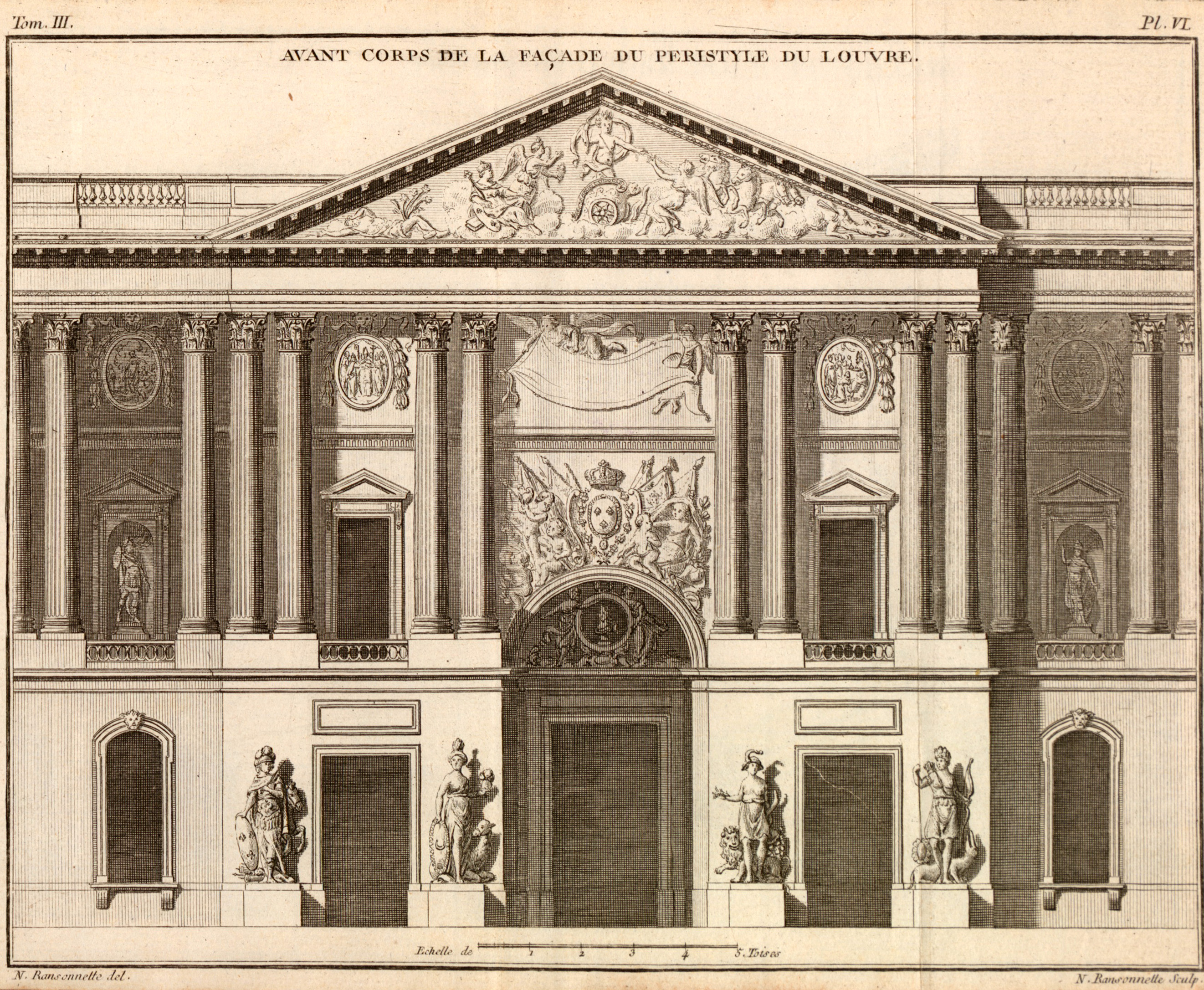
Avant-corps de la façade du péristyle du Louvre

Gravures d'autres livres
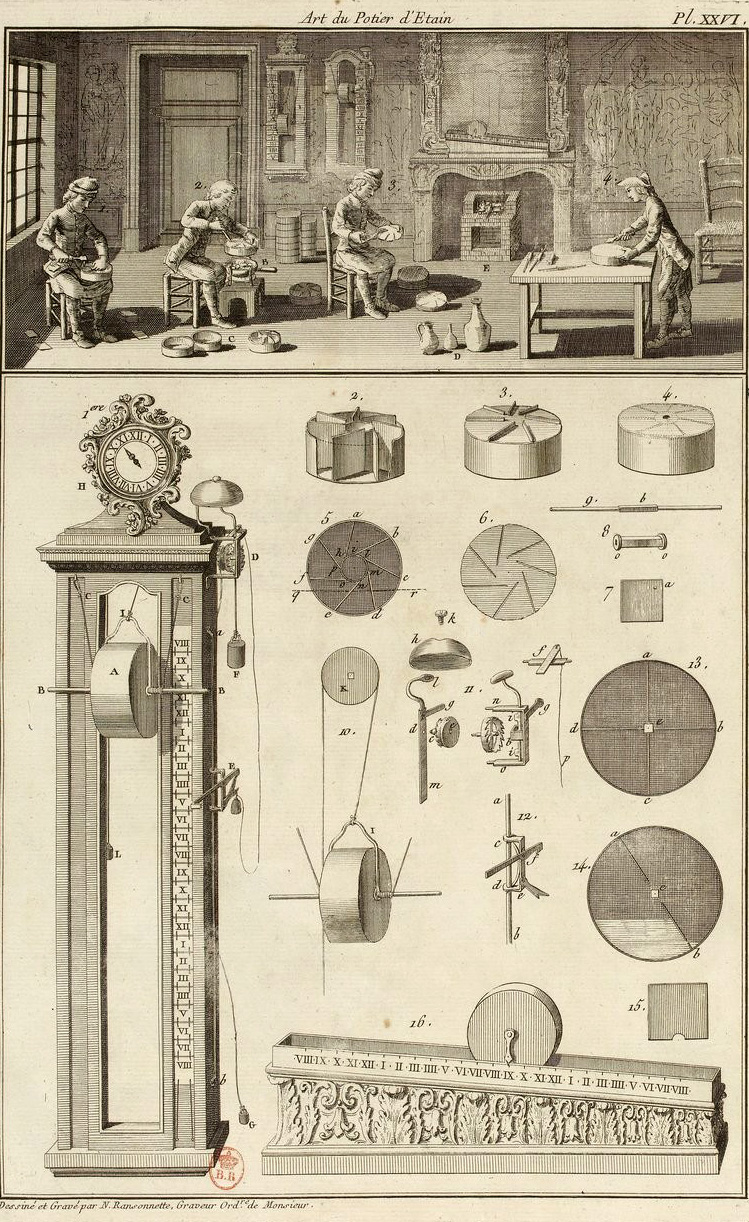
Pierre-Augustin Salmon, clepsydre à tambour
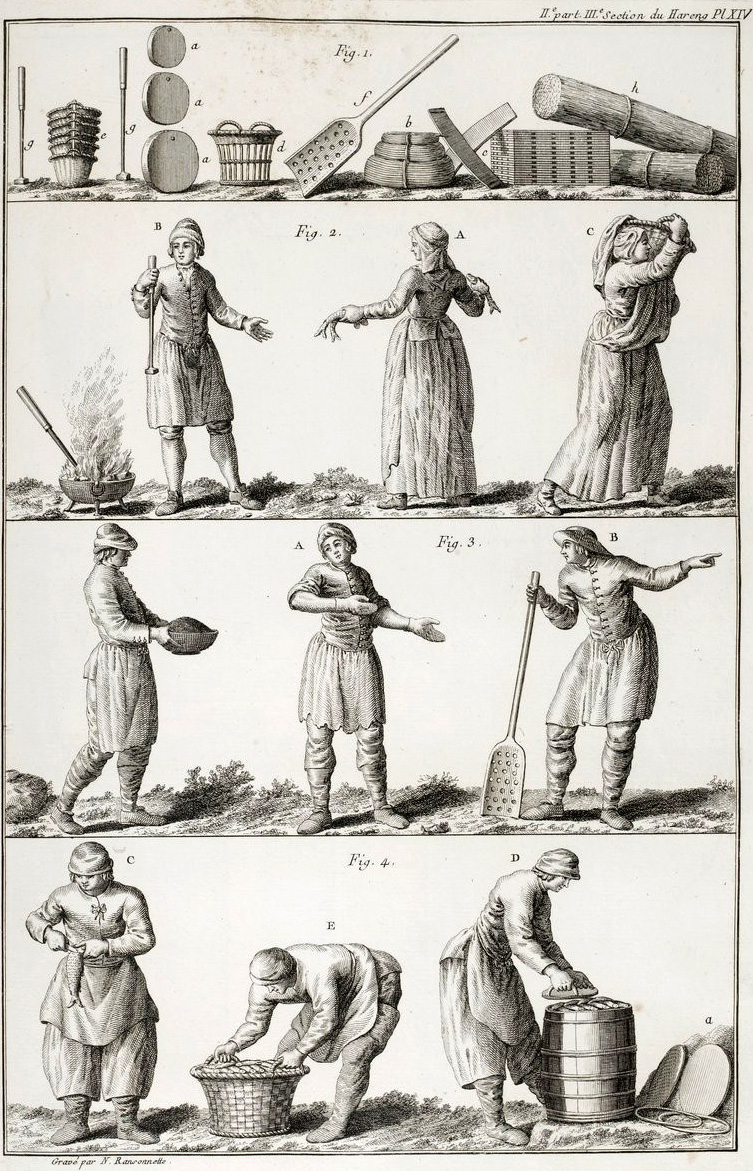
Duhamel du Monceau, mise en caque des harengs
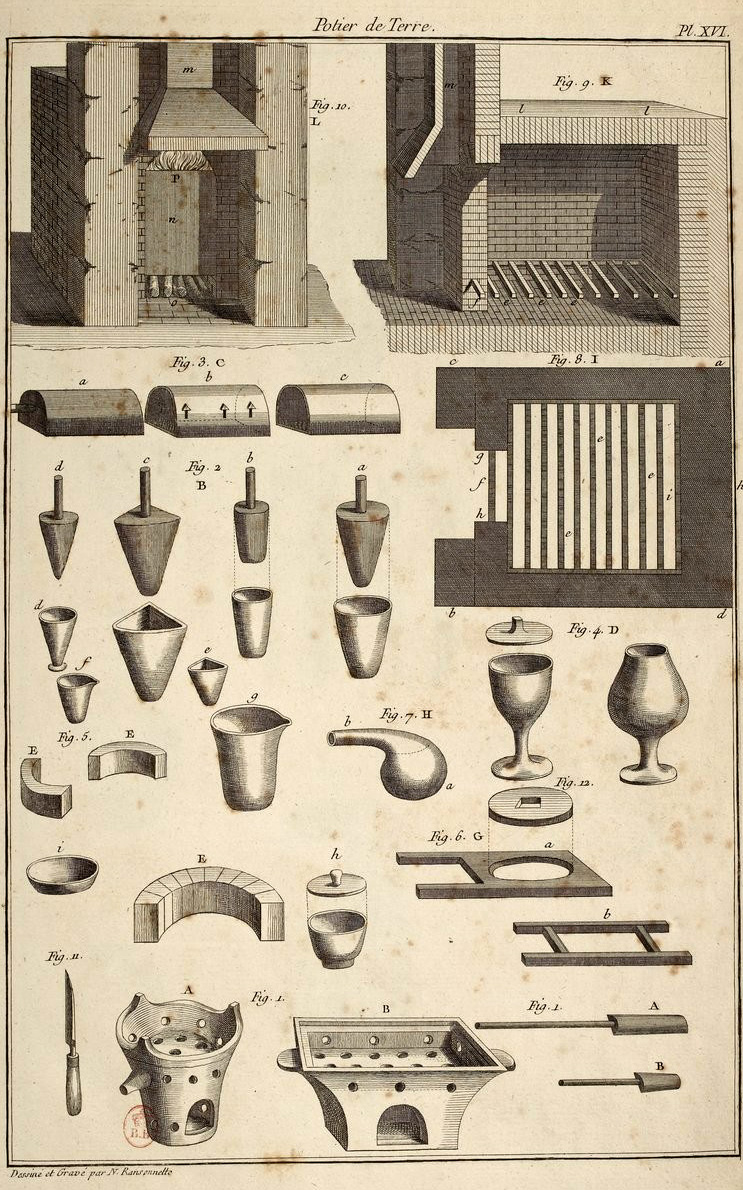
Duhamel du Monceau, four de potier de terre
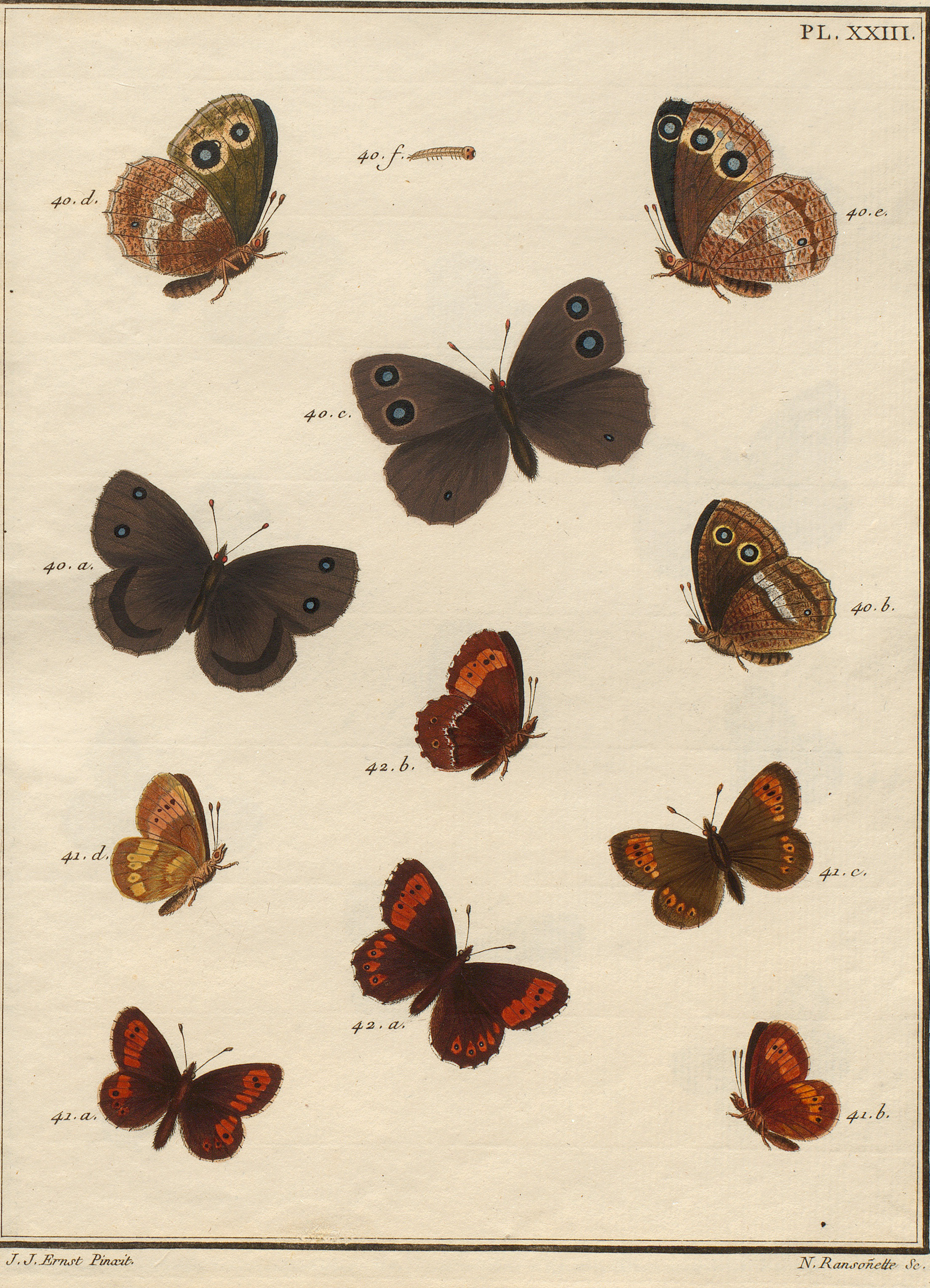
Engramelle, papillons

### Œuvres individuelles
Ransonnette réalise des dessins à la plume, des gravures à l'eau forte et au burin dont :
- Henri IV ramené au Louvre après le coup funeste qu'il reçut à la rue de la Féronenerie le 10 mai 1610[1]
- Portrait de Michel de Marillac, garde des sceaux[2].
- Portrait de Philippe II d'Espagne[3].
- Intérieur de l'église Sainte-Rosalie de Rotterdam[4].
- Abbaye Sainte-Geneviève de Paris, dessin à la plume[5].
- Hôtel Sully, dessin à la plume et encre de Chine[6].
- Barrière du Trône, dessin à la plume[7]
- L'Arrivée du roi à son Palais de justice[8]
- Plan, coupe et élévation de l'église Saint-Philippe-du-Roule[9].
- Plan élévations et coupes de la Bastille[10].

Gravures et dessins
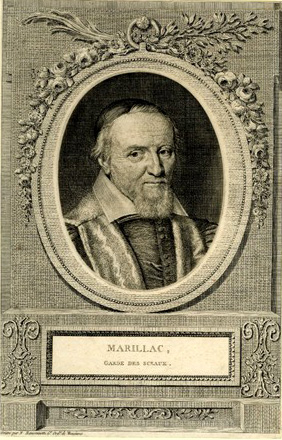
Michel de Marillac
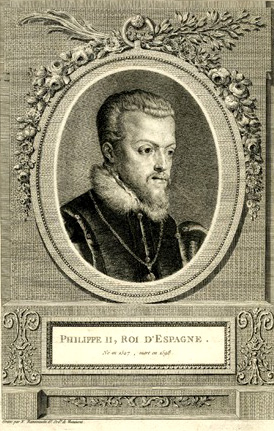
Philippe II d'Espagne
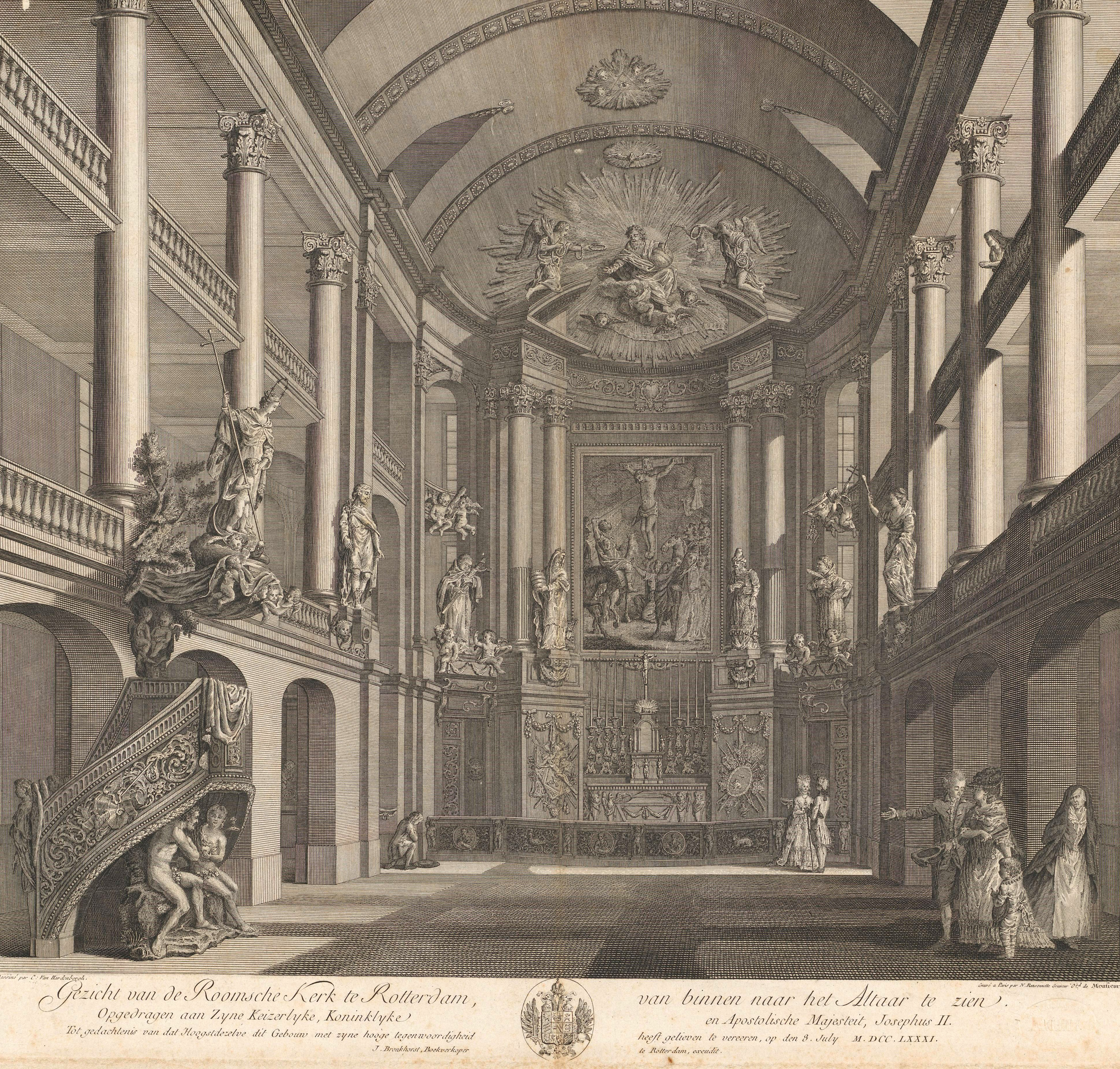
Intérieur de l'église Sainte-Rosalie de Rotterdam
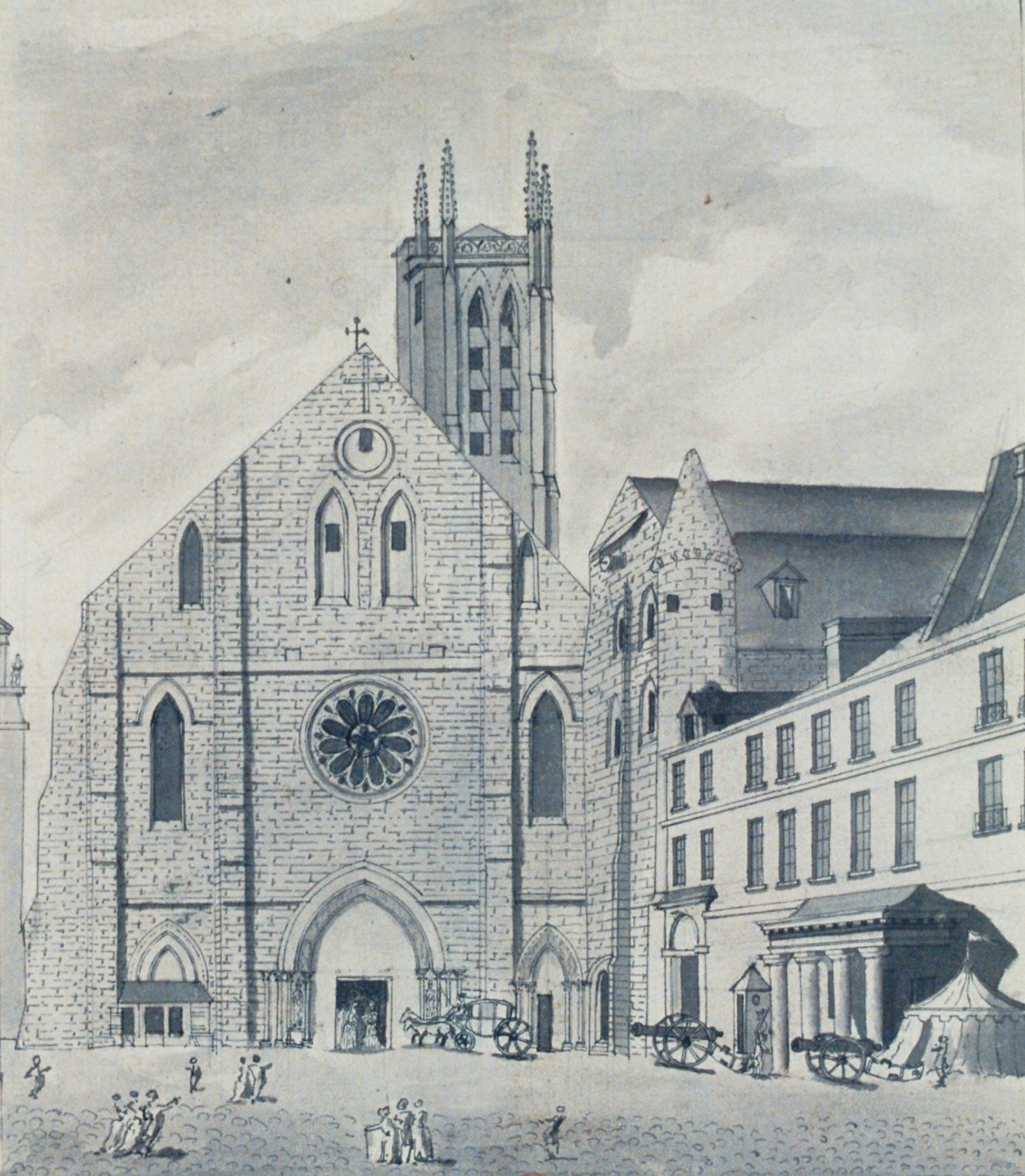
Abbaye de Sainte-Geneviève